# Mauves-sur-Loire
Mauves-sur-Loire (bretonisch: Malvid; Gallo: Mauv) ist eine französische Gemeinde mit 3.393 Einwohnern (Stand: 1. Januar 2022) im Département Loire-Atlantique in der Region Pays de la Loire. Mauves-sur-Loire gehört zum Arrondissement Nantes und ist Teil des Kantons Carquefou.
Die Einwohner werden Malvien(ne)s genannt.

## Geographie
Mauves-sur-Loire liegt am nördlichen (rechten) Ufer der Loire etwa 15 Kilometer nordöstlich von Nantes.
Durch die Gemeinde führen die Autoroute A11 und die frühere Route nationale 23bis (heutige D723) sowie die Bahnstrecke Tours–Saint-Nazaire.

### Nachbargemeinden
Umgeben ist die Gemeinde von Saint-Martin-du-Désert im Norden, Le Cellier im Norden und Nordosten, Divatte-sur-Loire im Süden und Südosten, Thouaré-sur-Loire im Südwesten sowie Carquefou im Westen.

## Bevölkerungsentwicklung
| Jahr      | 1962 | 1968 | 1975 | 1982 | 1990 | 1999 | 2006 | 2017 |
| --------- | ---- | ---- | ---- | ---- | ---- | ---- | ---- | ---- |
| Einwohner | 1359 | 1403 | 1741 | 2139 | 2138 | 2408 | 2860 | 3215 |

## Gemeindepartnerschaft
Mauves-sur-Loire unterhält eine Partnerschaft mit der britischen Gemeinde Hythe and Dibden in Hampshire (England).

## Sehenswürdigkeiten
- Römisches Theater in der kleinen Ortschaft La Piletière, 1886 bei einer archäologischen Grabung freigelegt
- Villa Beaulieu, seit 1997 Monument historique
- Brunnen Saint Denis, seit 2012 Monument historique

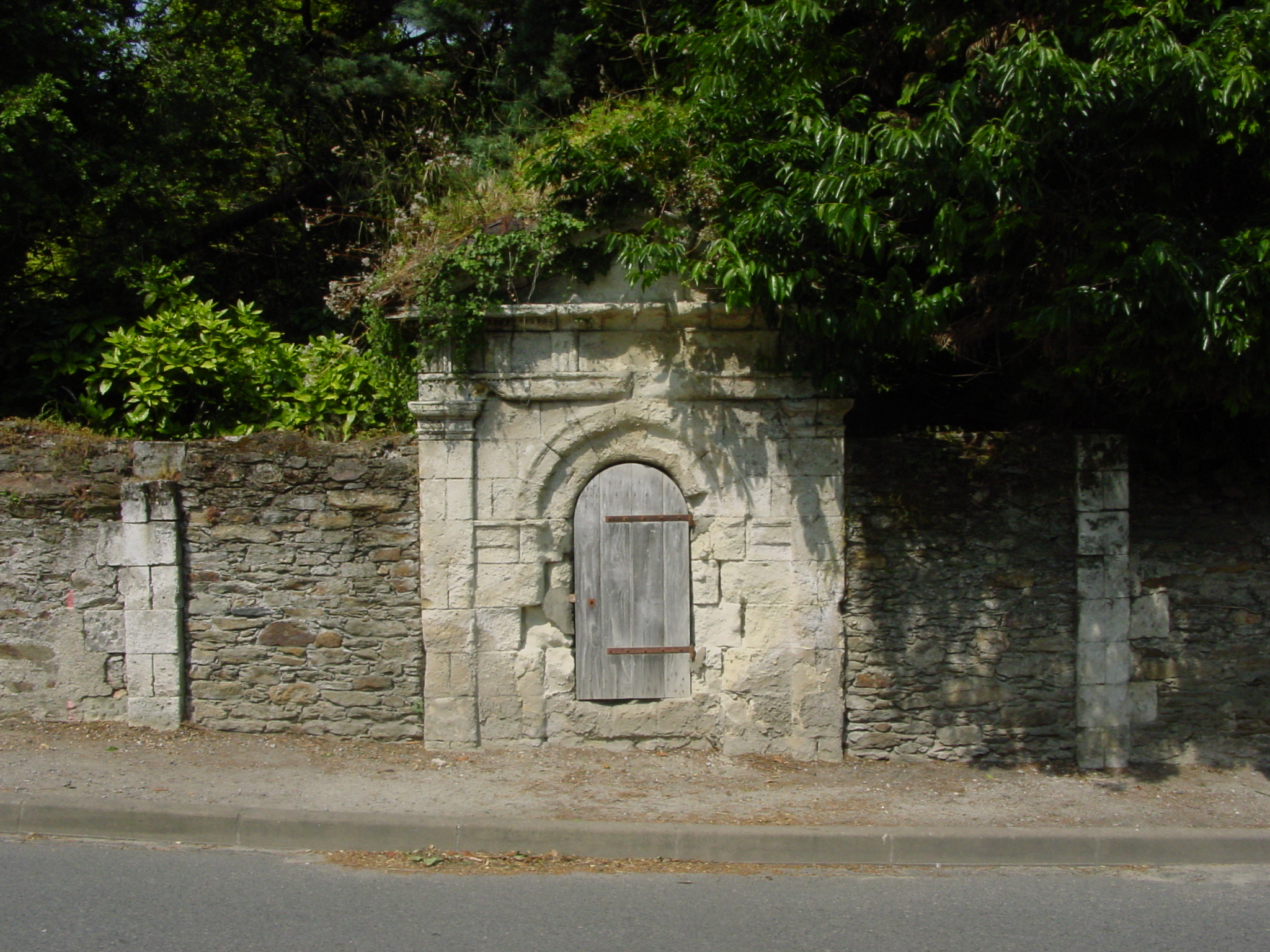
Brunnen Saint Denis

- Schloss La Droitière